# 앙투완 뷔누아

앙투완 뷔누아(Antoine Busnois, c. 1430 – 1492년 11월 6일)는 초기 르네상스 부르고뉴 학파 의 프랑스 작곡가이자 시인이다. 모테트와 기타 종교 음악의 작곡가로도 유명하지만 세속 샹송의 가장 유명한 15세기 작곡가 중 한 명이다. 기욤 뒤파이가 죽은 후 후기 부르고뉴 학파의 주요 인물이었다.
그의 당대 명성은 대단했다. 뒤파이와 오케겜 사이의 인물 중 유럽에서 가장 잘 알려진 음악가였을 것이다. 그는 신성한 음악과 세속 음악을 작곡했다. 전자 중 2개의 cantus firmus Masses와 8개의 motets가 살아남았지만 다른 많은 사람들은 대부분 소실되었을 것이다. 그는 마리아의 후렴 Regina coeli를 여러 번 설정했다. 스타일 면에서 그의 음악은 Dufay와 Binchois의 단순함과 동음이의적인 질감 사이의 중간 지점으로 간주될 수 있으며, 곧 널리 퍼질 Josquin과 Gombert 의 모방 대위법으로 간주될 수 있다. 그는 모방을 가끔 사용하지만 능숙하게 16세기의 관행을 예상하여 부드럽고 가창할 수 있는 선율을 만들었다.
그러나 그의 샹송 (프랑스 세속 가요)은 그의 명성이 주로 좌우되는 작품이다. 대부분은 rondeaux 이지만 일부는 베르제렛이다. 그들 중 많은 사람들이 대중가요의 지위를 얻었고, 일부는 아마도 지금은 잃어버린 다른 대중가요를 기반으로 했을 것이다. 그는 아마도 그의 거의 모든 샹송의 가사를 썼을 것이다. 그의 곡 중 일부는 Fortuna desperata (Obrecht 와 Josquin 모두 사용)와 같이 그의 사후 한 세대가 넘는 미사곡을 위한 cantus firmus로 재활용되었다. 특이한 샹송은 끔찍한 담 인데, 이것은 (샹송 문학에서 독특한) 반음상 대화일 뿐만 아니라 번역하는 데 특별한 기술이 필요하지 않은 고대 프랑스어 제목을 가지고 있다.
세속적인 노래의 대부분은 프랑스어 단어로 설정되어 있지만 적어도 두 개는 이탈리아어 텍스트를 사용하고 하나는 플랑드르로 되어 있다. 대부분은 3인용이지만 소수는 4인용이다.